# Dichaea morrisii
Dichaea morrisii är en orkidéart som beskrevs av William Fawcett och Alfred Barton Rendle. Dichaea morrisii ingår i släktet Dichaea och familjen orkidéer. Inga underarter finns listade i Catalogue of Life.